# Скадовский городской совет
Скадовский городской совет (укр. Скадовська міська рада) — входит в состав
Скадовского района
Херсонской области
Украины.
Административный центр городского совета находится в 
г. Скадовск
.

## Населённые пункты совета
- г. Скадовск

## Бывшие населённые пункты совета
- Антоновка
- Озёрное